# Ignacy Drewnowski (oficer)
Ignacy Junosza-Drewnowski herbu Junosza (ur. 9 stycznia 1897 w Krakowie, zm. 22 grudnia 1993 w Barrow-in-Furness) – pułkownik łączności Wojska Polskiego.

## Życiorys
Urodził się 9 stycznia 1897 w Krakowie, w rodzinie Ignacego Drewnowskiego. Był bratem Kazimierza i Marii (uczestniczka obrony Lwowa w 1918, zm. w 1979 we Lwowie w wieku 86 lat).
W 1913 ukończył VI klasę w C. K. Gimnazjum we Lwowie.
Podczas I wojny światowej od 9 marca 1915 służył w szeregach Legionów Polskich. Później był żołnierzem Polskiego Korpusu Posiłkowego. Dosłużył stopnia sierżanta. Po bitwie pod Rarańczą z połowy 1918 był internowany w Szaldobos. W 1918 był podchorążym. W listopadzie 1918 brał udział w obronie Lwowa podczas wojny polsko-ukraińskiej. Kontynuował naukę w IV Gimnazjum we Lwowie, w roku szkolnym 1917/1918 jako kandydat wojskowy w klasie VII, a w terminie nadzwyczajnym w grudniu 1918 zdał egzamin dojrzałości będąc kandydatem matur wojennym. 3 stycznia 1919 jako sierżant byłych Legionów Polskich został mianowany podporucznikiem w służbie łączności. 
1 czerwca 1921, w stopniu kapitana, pełnił służbę w Szefostwie Łączności Dowództwa Okręgu Generalnego Warszawa, a jego oddziałem macierzystym był 1 Baon Zapasowy Telegraficzny. 3 maja 1922 został zweryfikowany w stopniu kapitana ze starszeństwem z 1 czerwca 1919 i 67. lokatą w korpusie oficerów łączności, a jego oddziałem macierzystym był 1 Pułk Łączności. W tym czasie przysługiwał mu, obok stopnia wojskowego, tytuł adiutanta sztabowego. W latach 1923–1924 był przydzielony z macierzystego pułku do Departamentu VI Wojsk Technicznych Ministerstwa Spraw Wojskowych, a następnie Departamentu Inżynierii MSWojsk. Z dniem 21 listopada 1927 został przydzielony do Biura Personalnego MSWojsk. na stanowisko referenta. 18 lutego 1928 został mianowany majorem ze starszeństwem z 1 stycznia 1928 i 9. lokatą w korpusie oficerów łączności. W sierpniu 1929 został przeniesiony do Pułku Radiotelegraficznego na stanowisko dowódcy I batalionu. Z dniem 16 listopada 1931 został przydzielony na pięciomiesięczny kurs informacyjny dla oficerów sztabowych łączności przy Ministerstwie Poczt i Telegrafów. W międzyczasie (marcu 1932) został przeniesiony do 28 Dywizji Piechoty w Warszawie na stanowisko szefa łączności. Od grudnia 1934 do 1939 pełnił stanowisko dowódcy 5 Batalionu Telegraficznego w Krakowie . Należał wówczas do Krakowskiego Koła Lwowian. Na stopień podpułkownika został mianowany ze starszeństwem z 19 marca 1937 i 4. lokatą w korpusie oficerów łączności. W kampanii wrześniowej 1939 był dowódcą łączności Armii „Kraków”.
Po wojnie przebywał na emigracji. Od 1962 należał do Koła Lwowian w Londynie. Na początku lat 80. był w stopniu pułkownika.
Zmarł 22 grudnia 1993 w szpitalu w Barrow-in-Furness. Został pochowany na cmentarzu w Millom w hrabstwie Kumbria.

## Ordery i odznaczenia
- Krzyż Srebrny Orderu Virtuti Militari nr 12503[32]
- Krzyż Niepodległości (15 kwietnia 1932)[33]
- Krzyż Walecznych (czterokrotnie: przed 1923 trzykrotnie, po raz czwarty przed 1928)
- Złoty Krzyż Zasługi (11 listopada 1938)[34]
- Srebrny Krzyż Zasługi (16 marca 1928)[35]
- Medal Pamiątkowy za Wojnę 1918–1921
- Odznaka Pamiątkowa Więźniów Ideowych[36]
- Oficer Orderu Orła Białego (Jugosławia, 1929)[37]
- Medal 10 Rocznicy Wojny Niepodległościowej (Łotwa)[38]

## Upamiętnienie
Na podstawie decyzji nr 66/MON ministra obrony narodowej z 14 maja 2021 Regionalne Centrum Informatyki Kraków otrzymało imię płk. Ignacego Junosza-Drewnowskiego.